# 韋爾 (俄勒岡州)
韋爾（Vale）是俄勒岡州馬盧爾縣的縣治，距離愛達荷州僅12英里（19）。